# Adelo, zrozum mnie!
Adelo, zrozum mnie! – powieść dla młodzieży Edmunda Niziurskiego, wydana po raz pierwszy w 1977 roku. Ostatnia część tzw. „trylogii odrzywolskiej” (po Naprzód, Wspaniali! i Awantury kosmiczne).

## Fabuła
Zygmunt Gnacki i Tomek Okist, po raz kolejny wykazując talent do pakowania się w kłopoty, trafiają do odrzywolskiego szpitala. Ich obecność wywołuje spore zamieszanie, okazuje się mieć jednak także pozytywne skutki. Dla Tomka najważniejszy jest jeden: Adela Wigor, przedmiot kultu Gnata i podziwu obu szkół w naszym mieście, zwróciła na niego uwagę.

## Bohaterowie

### Rejtaniacy (uczniowie szkoły im. Tadeusza Reytana)
- Tomek Okist – narrator, główny bohater książki
- Zygmunt Gnacki (Gnat) – redaktor szkolnej gazetki, przyjaciel Tomka
- Matylda Opat – fotoreporter szkolnej gazetki, sympatia Tomka; córka odrzywolskiego przedsiębiorcy pogrzebowego
- Maciej Kwękacz (Kękuś) – przyjaciel Tomka i Gnata, po meczu zrywa z nimi znajomość

### Defonsiacy (uczniowie szkoły im. Konstantego Ildefonsa Gałczyńskiego)
- Adelajda Wigor (Adela) – obiekt westchnień męskiej części młodzieży odrzywolskiej
- Jerzy Cypałło (Gruby Cypek) – przerośnięty łobuz z ósmej B, wódz defonsiaków; prezes koła PCK
- Zenon Krogulec – reporter szkolnej gazetki, as techniki i prawa ręka Grubego Cypka